# (748) Simeïsa
(748) Simeïsa es un asteroide perteneciente al cinturón exterior de asteroides descubierto el 14 de marzo de 1913 por Grigori Nikoláievich Neúimin desde el observatorio de Simeiz en Crimea.
Está nombrado por el observatorio donde se descubrió el asteroide.

## Características orbitales
Simeïsa forma parte del grupo asteroidal de Hilda.